# Modesto Barragán Ríos
Modesto Barragán Ríos (Ubrique, Cádiz, noviembre de 1963) es un periodista, comunicador y presentador de televisión español. Desde 2010 dirige y presenta el programa de televisión Andalucía Directo en Canal Sur Televisión.

## Biografía
Estudió derecho en la Universidad de Cádiz, donde integró el claustro constituyente entre 1984 y 1985. Inició su carrera en comunicación audiovisual en 1985 en la radio local Radio Ubrique, mientras colaboraba con Antena 3 Radio (1987-1988) y con medios escritos como El Periódico del Guadalete (1987-1988) y Cádiz Gráfico (1987). En febrero de 1989 ingresó al equipo de informativos de Canal Sur y pronto asumió la cobertura como enviado especial de la caravana electoral de Adolfo Suárez. A lo largo de los años siguientes, ocupó diversos puestos de coordinación en Canal Sur Radio: en Cádiz (1990), en Jerez (1991) y, finalmente, en toda la provincia de Cádiz (1992).
Más tarde, pasó a la televisión como coordinador de informativos y se convirtió en el primer presentador de las Noticias Provinciales de Canal Sur Televisión en Cádiz (1997). También presentó noticias regionales en Canal Sur TV en el verano de 2000 y ejerció como Director Territorial de la RTVA en Cádiz entre 2000 y 2009.
Durante ese tiempo, dirigió y presentó el programa Ud. Dirá (2001), por el que pasaron el padre de la Constitución Española, José Pedro Pérez-Llorca, el poeta José Manuel Caballero Bonald, el psiquiatra Carlos Castilla del Pino o el ministro principal de Gibraltar, Peter Caruana, entre otros. Publicó columnas de opinión en el Grupo Joly en 2000, 2008 y 2009.
Desde enero de 2010 dirige y presenta Andalucía Directo, uno de los programas con mayor número de emisiones de la televisión en España y el espacio de su género con más tiempo en pantalla de forma ininterrumpida,con mayores índices de audiencia 
en la cadena autonómica andaluza.
En 2017 creó el formato Andalucía de Fiesta como extensión de Andalucía Directo y lideró sus primeras ediciones como director y presentador (2017-2019).
En 2018, fue presentador junto a Paz Santana del acto oficial del Día de Andalucía de entrega de las Medallas de Andalucía y nombramiento de Hijos Predilectos de Andalucía.

### Campanadas
Ha presentado en Nochevieja las campanadas de Fin de Año en Canal Sur TV, dando paso a las Doce uvas y al Año Nuevo en ocho ocasiones. Entre otras, las del Bicentenario de las Cortes de Cádiz en 2012, o en 2020, desde Antequera (Málaga) las primeras campanadas inclusivas junto a Paz Santana, Rocío León, primera profesora en España con parálisis cerebral y Pablo Pineda, primer europeo con síndrome de down en conseguir un título universitario.

### Pregones
Ha participado como pregonero en más de veinte exaltaciones festivas, entre ellas la Feria de Primavera y Fiesta del Vino Fino en El Puerto de Santa María (Cádiz) en 2000, los Tosantos en Cádiz en 2019 o Cascamorras, en Guadix (Granada) en 2023.

### Carnaval
En 1996, junto a Manolo Casal, pusieron en marcha y presentaron el primer programa de la televisión dedicado al Carnaval de Cádiz: El Ritmo del Tangai. Director y presentador de distintos programas y retransmisiones de los carnavales de Cádiz, así como el Concurso oficial de agrupaciones del carnaval de Cádiz (COAC) en el Gran Teatro Falla y presentador de las primeras galas del carnaval gaditano en el Gran Teatro del Liceo de Barcelona y en el Palacio Euskalduna de Bilbao, ambas en 2018; en el Auditorio de Zaragoza en 2019. Es coautor del libro Generación Tangai publicado por Ediciones Alfar junto a Manolo Casal (2022). Por su labor de la difusión de la fiesta ha recibido, entre otros reconocimientos, la bandera de la Junta de Andalucía por el programa El Ritmo del Tangai
En 2014, recibió un homenaje del Ayuntamiento de Ubrique, su ciudad natal, en reconocimiento a su trayectoria profesional.